# Red Star Laak

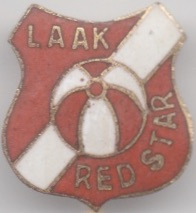
Oud speldje van Red Star Laak.

Red Star Laak was een Belgische voetbalclub uit Houthalen. De club sloot in 1975 aan bij de KBVB met stamnummer 8338.
In 2011 fuseerde de club met Sporting Houthalen tot Houthalen VV. Het stamnummer van Red Star Laak verdween.

## Geschiedenis
De club sloot in juli 1975 aan bij de KBVB.
Men ging in 1975-1976 van start in Vierde Provinciale. Daar zou de club nagenoeg zijn hele geschiedenis blijven.
In 1986 behaalde Red Star een tweede plaats in het klassement en mocht naar Derde Provinciale.
Dat verblijf zou vier seizoenen duren en in de eerste twee daarvan werd telkens op de derde plaats geëindigd.
In 1990 degradeerde de club weer naar Vierde Provinciale.
Vanaf het jaar 2000 eindigde men doorgaans in de onderste regionen van de laagste provinciale reeks.
In 2011 besloot de club te fuseren met buur Sporting Houthalen om zo Houthalen VV te vormen. Men ging verder onder het stamnummer van die club.